# Dinoponera quadriceps
Dinoponera quadriceps är en myrart som beskrevs av Kempf 1971. Dinoponera quadriceps ingår i släktet Dinoponera och familjen myror. Inga underarter finns listade i Catalogue of Life.

## Bildgalleri

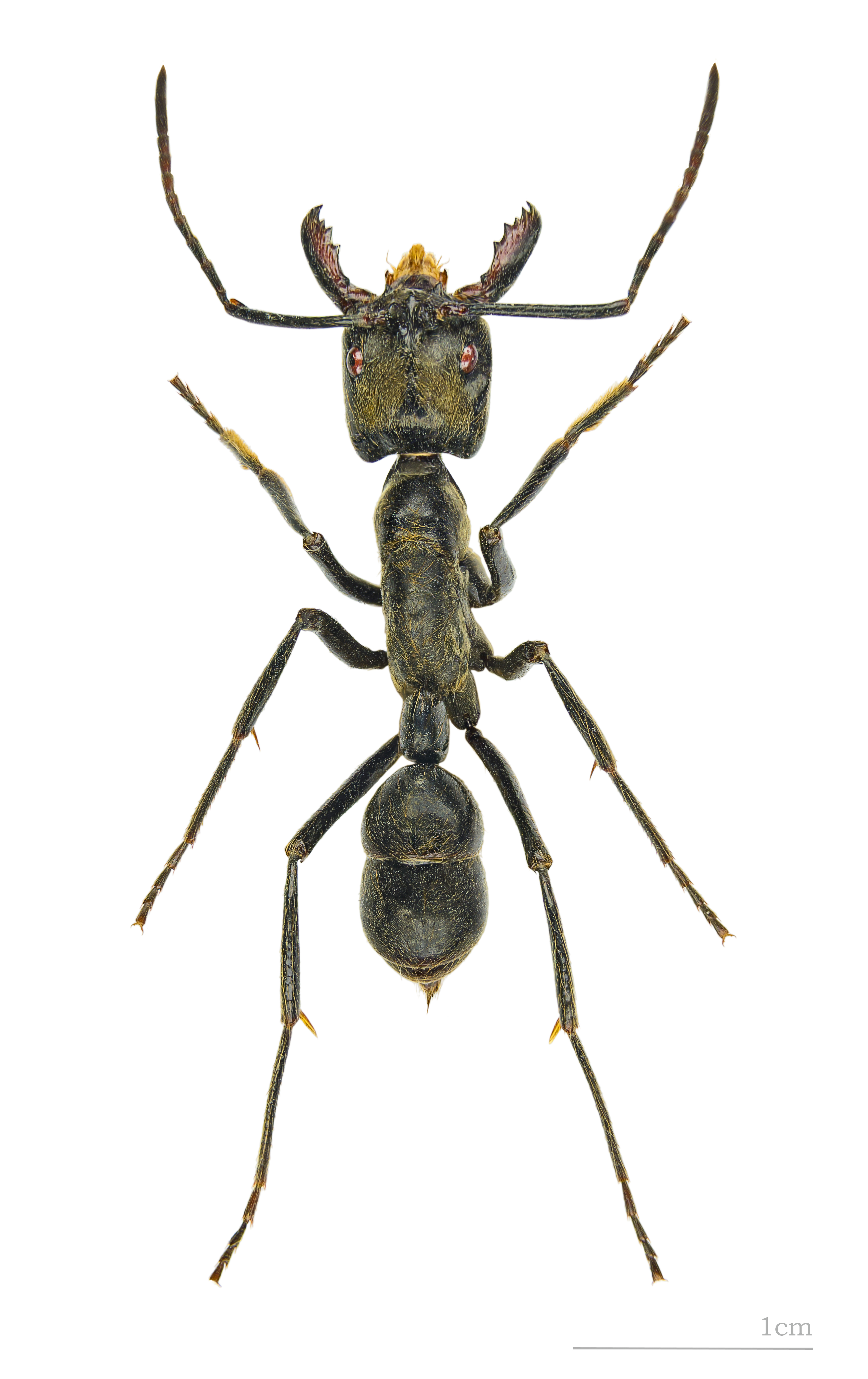